# Странная парочка (фильм)
«Странная парочка» (кит. 搏命單刀奪命槍, англ. Odd Couple) — гонконгский фильм режиссёра Лау Кавина. Гонконгская премьера состоялась 9 августа 1979 года.

## Сюжет
Двое престарелых мастеров боевых искусств, Король Сабли и Король Копья, раз в году встречаются на дуэли. Каждый год поединок заканчивается ничьей, и поэтому они решают взять по ученику, чтобы потом выяснить, кто является лучшим учителем. Двое договариваются встретиться через десять лет со своими учениками.
Старый Жёлтый Пёс, в прошлом честный мастер боевых искусств, похищает учеников двух мастеров, Яо и Вина, перед дуэлью. Когда-то он дрался с обоими мастерами и проиграл. Теперь, после долгих лет тренировок и с новым именем, Смеющийся Бандит намерен таким образом заманить давних соперников, чтобы расправиться с ними. Двое «королей» приходят на помощь, но сначала разбираются с четырьмя бойцами бандита. Им удаётся спасти своих учеников, но сами погибают от рук Смеющегося Бандита.
Освобождённые ученики, загоревшись желанием мести, объединяют свои усилия против бандита. Ученик Короля Копья придумывает использовать магниты против оружия бандита. Заманив убийцу на открытую местность и используя в драке магниты, ученикам удаётся сорвать атаки противника, после чего побеждают.
Похоронив своих учителей, Яо и Вин решают почтить их память, продолжив традицию дуэлей. Тем не менее, как и раньше было у «королей», поединок заканчивается вничью. Тогда они придумывают обойтись без драки — сыграть в игру: кто первым воткнёт своё оружие в могильный холм учителей, при этом останавливая другого, тот и является лучшим. Это соревнование оканчивается на том, что оба понимают абсурдность соперничества.

## В ролях
- Саммо Хун — Король Сабли / Яо, ученик Короля Копья
- Лау Кавин[англ.] — Король Копья / Вин, ученик Короля Сабли
- Лён Каянь — Старый Жёлтый Пёс / Смеющийся Бандит
- Дин Сэк[кит.] — плейбой
- Лэй Хойсан[кит.] — лысый бандит с ножами
- Хуан Ха[кит.] — человек с саблей
- Чань Лун — Облачная Сабля
- Марс — Картошка
- Билли Чань — Горбатый / Тхинь
- Хо Паккуон[кит.] — подручный плейбоя
- Карл Мака — вызывает на поединок Облачную Саблю
- Лам Чинъин — Ха, боец бандита со шрамом

## Съёмочная группа
- Компания: Gar Bo Films (H.K.) Company
- Продюсер: Карл Мака
- Режиссёр: Лау Кавин[англ.]
- Ассистент режиссёра: Чю Ятхун[кит.]
- Сценарист: Рэймонд Лай, Рэймонд Вон[кит.]
- Постановка боевых сцен: Юань Бяо, Лам Чинъин, Билли Чань
- Оператор: Хо Мин, Лэй Чикён
- Монтаж: Тони Чау
- Грим: Чань Винъи
- Дизайнер по костюмам: Хун Кхюньхой, Хо Ку
- Композитор: Фрэнки Чань[кит.]